# Great Easton (Leicestershire)
Great Easton – wieś w Anglii, w hrabstwie Leicestershire, w dystrykcie Harborough. Leży 29 km na południowy wschód od miasta Leicester i 122 km na północ od Londynu.